# رئيس الشؤون الإدارية
رئيس الشؤون الإدارية (بالإنجليزية:Chief administrative officer) أو (CAO) هو مسؤول تنفيذي من الدرجة الأولى يشرف على العمليات اليومية للمؤسسة وهو مسؤول في النهاية عن أدائها.

## حكومية وغير ربحية
والمحقق - المستشار مسؤول عن التنظيم الإداري للمنظمات الخاصة أو العامة أو الحكومية والرئيس الفعلي للمنظمة.
في السياق البلدي، يُستخدم اللقب عادةً كبديل لمدير المدينة، مسؤول المقاطعة، أو المدير التنفيذي للمقاطعة، لا سيما في الحالات التي لا تتضمن فيها الوظيفة صلاحيات مثل سلطة تعيين رؤساء الأقسام أو فصلهم.
في المملكة المتحدة، يجب أن يكون رئيسوا الشؤون الإدارية في الشركات العامة أمناء معتمدين (معهد الأمناء والإداريين المعتمدين), أو محامين، أو محاسبين معتمدين، أو غيرهم ممن لديهم خبرة معادلة.

## الشركات غير الحكومية
المحقق - المستشار هو أحد أعلى الأعضاء مرتبة في أي منظمة، ويدير العمليات اليومية وعادة ما يقدم تقاريره مباشرة إلى الرئيس التنفيذي. في بعض الشركات، يكون المحقق - المستشار هو الرئيس أيضاً. إنه مشابه جداً لرئيس العمليات ولكنه ليس مثل الرئيس التنفيذي، وهو لقب أعلى رتبة في الشركات الربحية. من المعتاد بالنسبة للشركة التي لا تصنع منتجاً مادياً أن يكون لديها CAO بدلاً من COO, لا سيما في مؤسسات التكنولوجيا.

## الأمم المتحدة
في الأمم المتحدة، الأمين العام هو الرئيس الفعلي للأمم المتحدة. ووفقًا للأمم المتحدة: دبلوماسي ومناصر متساوون، وموظف مدني ومدير تنفيذي، فإن الأمين العام هو رمز لمثل الأمم المتحدة ومتحدث باسم مصالح شعوب العالم، ولا سيما الفقراء والضعفاء بينهم. كما يخول الميثاق الأمين العام «توجيه انتباه مجلس الأمن إلى أي مسألة يرى أنها قد تهدد حفظ السلم والأمن الدوليين». تحدد هذه الإرشادات صلاحيات المكتب وتمنحه مجالًا كبيرًا للعمل. إن من أهم الأدوار التي يقوم بها الأمين العام هو استخدام «مساعيه الحميدة», وهي الخطوات التي يتخذها في العلن وفي السر، بالاستناد إلى استقلاليته وحياده ونزاهته، لمنع نشوب النزاعات الدولية أو تصعيدها أو انتشارها.
يعين الأمين العام جميع الموظفين في الأمم المتحدة.

## التاريخ
في بروناي، كان رئيس الشؤون الإدارية أعلى رتبة من الضباط الحكوميين في اليابان المحتلة بروناي تحت الحاكم الياباني. كان أول رئيس إداري هو إنشي إبراهيم (المعروف لاحقاً باسم Pehin Datu Perdana Menteri Dato Laila Utama Awang Haji Ibrahim), السكرتير السابق للمقيم البريطاني، إرنست إدغار بينجلي.